# Nyla

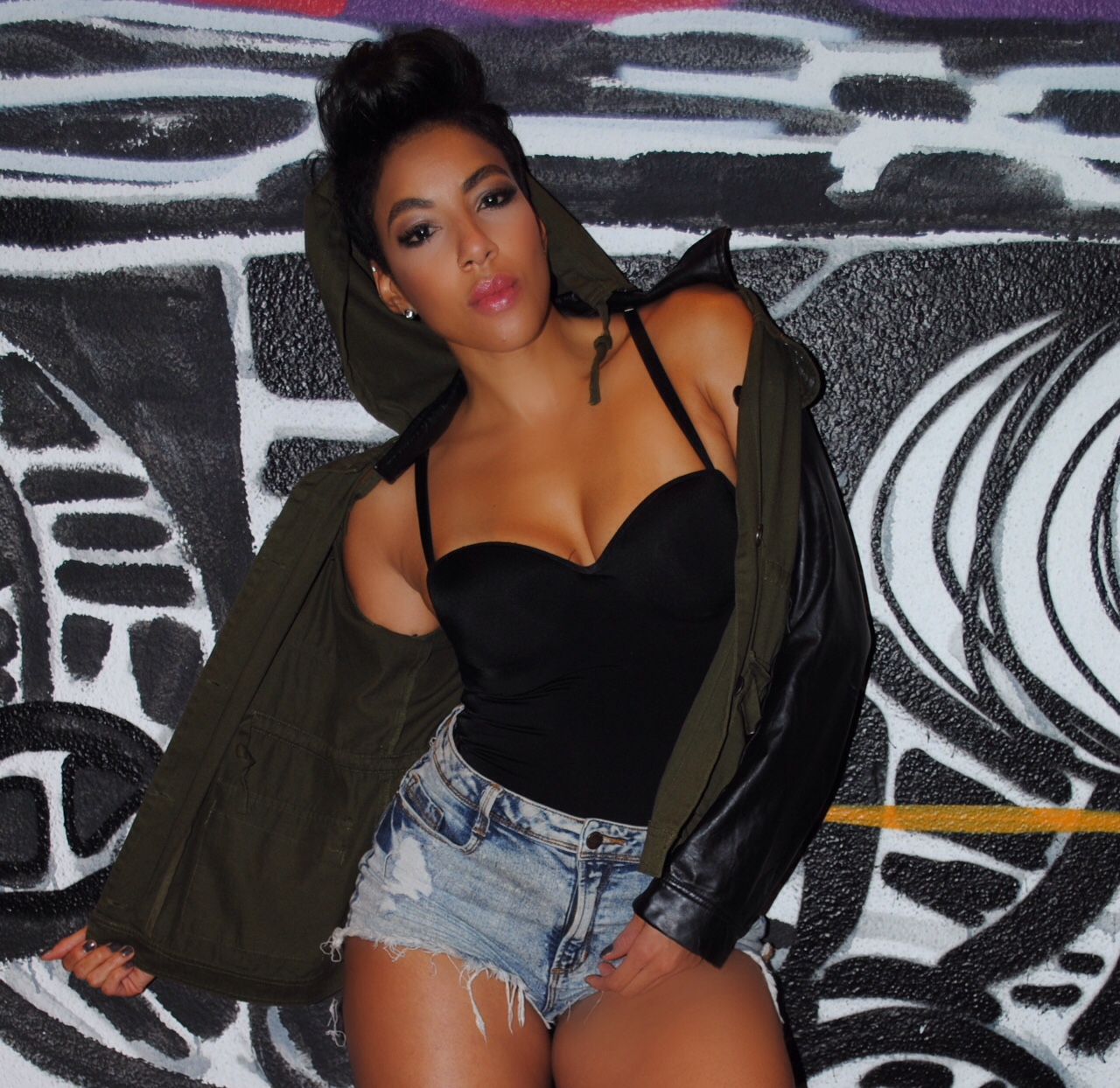
Nyla (2016)

Nailah Thorbourne, besser bekannt unter ihrem Künstlernamen Nyla, ist eine jamaikanische Sängerin. Sie bildete mit ihrer Schwester das R&B-Duo Brick & Lace. Als Solosängerin erreichte sie in Zusammenarbeit mit Major Lazer mit dem Lied Light It Up die Top-10 in verschiedenen europäischen Charts.

## Biografie
Nyla ist die Tochter eines jamaikanischen Vaters und einer US-amerikanischen Mutter und hat drei weitere Schwestern. Nach dem Besuch auf der St. Andrew Highschool studierte sie Marketing auf dem Miami Dade College. Den Künstlernamen Nyla wählte sie, da fremde Personen nie ihren richtigen Vornamen buchstabieren konnten. Mit ihrer Schwester Nyanda bildete sie von 2004 bis 2013 das Musikduo Brick & Lace. 2015 featured sie Major Lazer in deren Lied Light It Up, welches für das dritte Studioalbum von Major Lazer, Peace Is the Mission, produziert worden ist. Nachdem Erfolg von Lean On entschlossen sich Major Lazer, einen Remix dieses Liedes anzufertigen, Nylas Gesangseinlagen wurden beibehalten. Dieser Remix erreichte unter anderem Top-10-Platzierungen in den deutschen, österreichischen, Schweizer und in den britischen Singlecharts. Bei dem von Major Lazer angefertigtem Remix von Ed Sheerans Shape of You steuerte Nyla ebenfalls Gesangseinlagen bei.

## Diskografie

### Singles als Leadmusikerin
- 2013: Stand Up
- 2014: Body Calling
- 2019: Faith
- 2019: We Can Believe In
- 2020: Mad Out
- 2020: Hard & Done (mit Jugglerz & Charly Black)>

### Singles als Gastmusikerin
| Jahr | Titel Album                      | Höchstplatzierung, Gesamtwochen, AuszeichnungChartplatzierungen (Jahr, Titel, Album, Platzierungen, Wochen, Auszeichnungen, Anmerkungen) | Höchstplatzierung, Gesamtwochen, AuszeichnungChartplatzierungen (Jahr, Titel, Album, Platzierungen, Wochen, Auszeichnungen, Anmerkungen) | Höchstplatzierung, Gesamtwochen, AuszeichnungChartplatzierungen (Jahr, Titel, Album, Platzierungen, Wochen, Auszeichnungen, Anmerkungen) | Höchstplatzierung, Gesamtwochen, AuszeichnungChartplatzierungen (Jahr, Titel, Album, Platzierungen, Wochen, Auszeichnungen, Anmerkungen) | Höchstplatzierung, Gesamtwochen, AuszeichnungChartplatzierungen (Jahr, Titel, Album, Platzierungen, Wochen, Auszeichnungen, Anmerkungen) | Anmerkungen                                                                                             |
| Jahr | Titel Album                      | DE | AT | CH | UK | US | Anmerkungen                                                                                             |
| ---- | -------------------------------- | --- | --- | --- | --- | --- | --- |
| 2015 | Light It Up Peace Is the Mission | DE4 Platin · (44 Wo.)DE | AT9 Gold · (37 Wo.)AT | CH7 (44 Wo.)CH | UK7 ×3Dreifachplatin · (47 Wo.)UK | US73 Platin · (20 Wo.)US | Erstveröffentlichung: 5. November 2015 Major Lazer feat. Nyla; Remix mit Fuse ODG Verkäufe: + 5.468.333 |

Weitere Gastbeiträge
- 2013: Pornstar (Sean Paul feat. Nyla)
- 2014: I Want You (Remix) (Tafari feat. Nyla)
- 2014: Touch Me There (Redsan feat. Nyla)
- 2016: Too Cool (Right Here) (Sneakbo feat. Nyla)
- 2016: Good Vibe (Strobe feat. Nyla)
- 2017: Shape of You (Major Lazer Remix) (Ed Sheeran feat. Kranium & Nyla)
- 2017: Young Hearts (Henry Fong feat. Nyla & Stylo G)
- 2019: Skirt Hem (KickRaux feat. Beenie Man, Tommy Lee Sparta & Nyla)
- 2020: Toma B (La Materialista, Mr. Vegas & Topo La Maskara feat. Nyla, Jawy Mendez & Bomby)